# Una bionda tutta d'oro
Una bionda tutta d'oro è un film del 1993, diretto da Russell Mulcahy.

## Trama
Karen McCoy rapina banche, è una delle migliori. Tradita dal socio, un gangster senza scrupoli, ha passato gli ultimi 7 anni in prigione per una rapina non riuscita.
Dopo aver scontato la sua pena, ancora sotto sorveglianza, Karen ha tutte le intenzioni di rigare dritto, ricominciare una nuova vita recuperando suo figlio, che grazie al suo ex marito crede che lei sia morta.
Dopo essere stata rilasciata, Karen incontra un piccolo truffatore J.T. Barker, che è a conoscenza del suo glorioso passato. J.T. che di glorioso non ha proprio nulla, vede in lei l'opportunità che cercava. Nonostante Karen sia lusingata da tanta ammirazione, rifiuta categoricamente di ritornare ad una vita disonesta. J.T. prende contatti con Jack Schmidt, proprio il gangster che ha mandato Karen dietro le sbarre, informandolo ingenuamente che Karen è fuori in libertà vigilata.
Dopo aver pianificato una rapina da 18 milioni di dollari, Jack si rende conto di non poterci riuscire senza l'abilità di Karen e rapisce suo figlio per costringerla a partecipare al colpo. Incapace di farsi proteggere dall'agente incaricato di vigilare su di lei, perché anche lui uomo di Jack, Karen è in trappola. Karen non ha scelta, teme per la vita di suo figlio, asseconda Jack, ma con l'aiuto di J.T. cerca di organizzare un piano per fregarli tutti, rischiando di fallire, mettendo in pericolo la vita di suo figlio e con la paura di ritrovarsi di nuovo dietro le sbarre, se non addirittura morta.
Una volta aperto il caveau costringe Jack e i suoi uomini dietro le sbarre del vano dei dollari e,assieme a J.T, fugge. Recuperato il caro figliolo e fuggita con JT in aeroporto, incontra Roy (suo ex marito) che pretende di avere la somma derubata. J.T riesce a salvare la situazione permettendo a lui e alla madre e al figlio la fuga verso Rio de Janeiro.
La polizia ferma l'aereo ma dopo alcuni attimi di suspense si comprende che era per un'emergenza sanitaria.

## Accoglienza
Al botteghino il film si rivelò un fiasco: incassò circa 6,4 milioni di dollari a fronte di un budget di 24 milioni di dollari. Attualmente detiene il 20% di recensioni favorevoli su Rotten Tomatoes